# Pont Gustave-Flaubert
Pont Gustave-Flaubert – most podnoszony we Francji, w regionie Górna Normandia, w departamencie Sekwana Nadmorska, w miejscowości Rouen, na Sekwanie o długości 670 m. Konstrukcja powstała w latach 2004-2007. Jest to najwyższy podnoszony most na świecie. 
Pierwsze prace przy budowie mostu ruszyły w czerwcu 2004 roku. 16 grudnia 2006 roku Rada Miasta Rouen podjęła decyzję o nazwaniu mostu imieniem francuskiego, żyjącego w XIX wieku powieściopisarza Gustave Flaubert. Most został oficjalnie oddany do użytku 25 września 2008 roku.
Jest to most o rozpiętości przęsła podnoszonego 120 m i wysokości wież 86 m. Podnoszenie trwa około 12 min. Cała przeprawa kosztowała 155 mln i była wyższa o 70 mln od wartości planowanej. Most stał się powodem licznych kontrowersji, bowiem pierwszego podniesienia dokonano 2 lata po oddaniu obiektu do użytku.